# هكتور والر
هكتور والر (بالإنجليزية: Hector Waller)‏ هو عسكري أسترالي، ولد في 4 أبريل 1900 في Benalla ‏ في أستراليا، وتوفي في 1 مارس 1942 في مضيق سوندا في إندونيسيا.